# Святой в Нью-Йорке
«Святой в Нью-Йорке» (англ. The Saint in New York) — американский криминальный фильм режиссёра Бена Холмса, который вышел на экраны в 1938 году.
В основу фильма положен одноимённый роман британского писателя Лесли Чартериса 1935 года. Это первое появление на экране благородного борца с преступностью Саймона Темплара, известного как Святой, и первый из восьми фильмов киностудии RKO Pictures о Святом. Заглавную роль в этом фильме сыграл Луис Хейуорд. Начиная со второго фильма, роль Святого стал играть Джордж Сандерс. В 1953 году после 12-летнего перерыва студия Hammer Films выпустила ещё один фильм о Святом «Возвращение Святого», в котором главную роль вновь сыграл Хейуорд.
В этом фильме руководство полиции Нью-Йорка приглашает Святого с тем, чтобы он негласно ликвидировал мафиозных главарей, из-за которых криминальная ситуация в городе стала невыносимой. Получив список из шести наиболее опасных гангстеров, Святой начинает методично уничтожать их, однако наиболее опасный преступник Хатч Реллин (Зиг Руман) и таинственный главарь гангстерского синдиката по прозвищу Большой парень, продолжают ускользать от него. В ходе охоты на преступников к Святому присоединяется загадочная подруга Реллина, Фэй Эдвардс (Кэй Саттон), которая, как выясняется, работает на обе стороны, что в конечном итоге приводит к её гибели. Святому же в конце концов удаётся выследить и передать Большого парня в руки полиции.

## Сюжет
В нью-йоркских газетах сообщается об очередном преступлении местных гангстеров, подорвавших на бомбе лейтенанта полиции Мартина, который возглавлял борьбу с организованной преступностью. На совещании в своём офисе с влиятельными представителями города комиссар полиции говорит, что преступный бизнес, рэкет, нелегальные азартные игры и проституция захлестнули город, а лейтенанта Мартина, который был назначен расследовать эти преступления, безжалостно убили. Участники совещания требуют от комиссара остановить преступность. Комиссар приглашает в кабинет инспектора полиции Генри Фернака (Джонатан Хейл), который докладывает, что делает всё, что в его силах. Однако прошлый раз, когда он задержал очередного наёмного убийцу Джейка Ирбелла (Лестер Дорр), суд выпустил его за недостаточностью улик. Фернак объясняет, что все проблемы происходят от кучки гангстерских главарей, которые заправляют делами в городе — это Ирбелл, Мори Юл (Энтони Уорд), Хатч Реллин (Зиг Руман) и некоторые другие. Каждого из них уже арестовывали по 2-3 раза, однако каждый раз они тут же оказывались на свободе. Дав понять, что это происходит потому, что суды подкуплены, а свидетели запуганы, Фернак уходит. Один из участников совещания Уильям Вэлкросс (Фредерик Бёртон) предлагает найти для решения задачи современного Робин Гуда, и таким человеком является британец Саймон Темплар по прозвищу Святой (Луис Хейуорд). Хотя некоторые представители закона считают Святого преступником, Вэлкросс говорит, что изучил все дела Святого. Его жертвами всегда становились только преступники, а в пяти случаях это были преступники, против которых Скотленд-Ярд не мог выдвинуть обвинение. Вэлкросс берёт на себя задачу найти Святого, который в настоящее время скрывается от британских властей.
Получив санкцию на приглашение Святого, Вэлкросс летит сначала во Францию, а затем в Германию, где в полиции получает информацию, что Святой после очередного правонарушения скрылся в Южной Америке. Вэлкросс прилетает на встречу с начальником полиции государства Сан-Марко в Южной Америке (Жулиан Риверо), который подсказывает, где предположительно находится Святой. Наконец, после двух месяцев поисков Вэлкросс встречается с Темпларом в одном из местных клубов в Касагранде. Темплар рассказывает, что в настоящий момент участвует в местной революции, так как любит опасность. В ответ Вэлкросс предлагает ему другое опасное дело — разобраться с самими опасными преступниками Нью-Йорка, действуя при этом в одиночку. Пообещав щедрое вознаграждение, Вэлкросс передаёт Темплару список из шести имён, устранение которых решит проблемы города с организованной преступностью. Вэлкрос говорит, что комиссар лично уполномочивает Темплара действовать, используя его «нестандартные» методы работы. Всё задание будет секретным, и связь Темплара с комиссаром будет поддерживаться только через Вэлкросса. Дав согласие, Саймон немедленно вылетает в Нью-Йорк. В самолёте Вэлкросс говорит, что они прибудут как раз к моменту суда над Джейком Ирбеллом, первым именем в списке.
Дело в суде против Ирбелла разваливается, так как свидетели исчезают один за другим, и прокурор не может обеспечить явку новых свидетелей в надлежащее время. В этих обстоятельствах судья закрывает дело. Когда Фернак приезжает домой, следивший за ним из автомобиля Ирбелл собирается застрелить его, однако кто-то опережает Ирбелла и убивает его. В руке у убитого Фернак находит записку, указывающую, что это дело рук Святого. Тем временем Саймон, замаскировавшись монахиней, встречается с Вэлкроссом, вычёркивая первое имя из своего списка. Вскоре поздним вечером Саймон незаметно перебирается через забор частного дома и залезает в окно, где видит преступного адвоката Винсента Нэйтера (Чарльз Хэлтон), который защищал Ирбелла в суде. Угрожая оружием, Саймон забирает гонорар в 20 тысяч долларов, который Нэйтер получил за это дело, а затем требует прекратить запугивать свидетелей. В этот момент Нэйтеру звонит Фэй Эдвардс (Кэй Саттон), которая сообщает, что Большой парень хочет, чтобы тот сегодня остался дома. Подслушав разговор по параллельному телефону, Саймон заявляет, что хотел был познакомиться с Фэй и с Большим парнем. Затем он видит записку на пачке с деньгами, выясняя, что они поступили от человека по имени Бутс Папинофф (Бен Уэлден). В этот момент к Нэйтеру приезжает инспектор Фернак. Саймон напоминает инспектору, кто он такой, а затем, прикрываясь пистолетом, сообщает о звонке Большого парня. После этого Саймон снова через окно тихо удаляется. С удовлетворением восприняв появление в деле Святого, инспектор Фернак предупреждает Нэйтера, что теперь знает о том, что адвокат связан с Большим парнем.
Дождавшись Фернака около его дома, Саймон садится к нему в машину, на всякий случай доставая пистолет. На вопрос Саймона, будет ли Фернак работать с ним, тот отвечает, что будет говорить с ним. Фернак рассказывает, что Большой парень стоит за всем преступным бизнесом в городе, но никто не знает, кто он такой. Вероятно, он приказал Нэйтеру сидеть дома по той причине, что его ребята сегодня пойдут на дело и им может понадобиться юридическая помощь. На вопрос, кто такой Пепинофф, Фернак отвечает, что это держатель кассы, который работает на Мори Юла. Юл ведёт самую крупную карточную игру в бизнесе, путешествуя в бронированном лимузине с парочкой убийц. Фернак говорит, что его можно найти в клубе «Силвер», и с ним можно связаться через Фэй Эдвардс.
Расставшись с Фернаком, Саймон берёт такси и едет в клуб «Силвер». Таксист Себастьян Липке (Клифф Брэгдон), узнав Святого по газетной фотографии, прямо заявляет, что считает человека, который убил Ирбелла, своим лучшим другом. Таксист поясняет, что ненавидел Ирбелла, которому вынужден был регулярно платить ему по 3 доллара в неделю. Доставив Саймона до места, Липке предлагает ему свои услуги в качестве шофёра, оставляя свой номер. Сославшись на Фэй, Саймон минует охрану и проходит в клуб, где под видом опытного картёжного игрока обращается к бармену с просьбой организовать ему игру с Мори Юлом, однако получает ответ, что тот сегодня не играет. Саймон проходит в секретный игральный зал, где Пепинофф с колодой карт предлагает ему присесть к игральному столу. Когда Саймон отсчитывает деньги за фишки, Пепинофф замечает у него свою записку, после чего вместе с двумя громилами выводит его в отдельную комнату. Саймона обыскивают, снимая с него кобуру с пистолетом. Когда Пепинофф спрашивает, откуда у него деньги, Саймон отвечает, что это те самые деньги, которые Пепинофф заплатил сегодня. Бандит звонит Нэйтеру, выясняя, что имеет дело со Святым, который убил Ирбелла. Забрав деньги, Пепинофф даёт указание двум своим людям отвезти Саймона к Мори.
Саймона доставляют в загородный особняк и проводят в кабинет к Мори, где он видит также Фэй. Услышав детский голос, Саймон обвиняет Мори в том, что сегодня он похитил ради выкупа девочку Виолу Трокмортон (Ширли Коутс), которую держит в комнате этажом ниже. Затем словами Саймон провоцирует Мори на драку, в ходе которой хватает его и вонзает ему в бок кинжал. Бандиты Хайми (Пол Гилфойл) и Рэд (Джек Карсон) собираются застрелить Саймона, но он, прикрываясь телом Мори, выключает свет. Бандиты открывают огонь в то время, как Саймон с пистолетом, который незаметно передала ему Фэй, выскакивает из комнаты и через окно забирается на крышу. Решив, что он спрыгнул вниз, Хайми и Ред уходят искать Святого на улицу. Дождавшись их ухода, Саймон спускается вниз, и, разбив окно, проникает в комнату Виолы, утешая её. В комнату заходит очередной бандит, доставая оружие, и ответным выстрелом Саймон убивает его. Затем он спускается вниз по лестнице, выходит с девочкой через входную дверь, садится в машину и уезжает.
На следующее утро Саймон обсуждает ситуацию с Вэлкроссом, который подчёркивает, что Большого парня не было в его списке. Саймон заявляет, что теперь он там есть, а также говорит, что на него произвела впечатление Фэй. Вэлкросс советует ему быть с ней осторожнее. Саймон направляется в зоопарк на встречу с Фэй. Он благодарит её за то, что вчера вечером она передала ему пистолет и спрашивает, зачем она это сделала. Фэй отвечает, что не страдает преданностью к кому-либо и помогает тем, кто в данный момент вызывает её восхищение. Между ними сразу же возникает взаимное чувство, и Фэй говорит, что может быть полюбит его и поможет ему по-настоящему. Но пока она не хочет, чтобы он глубже узнал её. Саймон говорит ей, что следующий в его списке — Хатч Реллин.
В бандитское логово анонимно передают записку, из которой Хатч Реллин узнаёт, что следующей жертвой будет он. Хатч обвиняет Пепиноффа в том, что тот направил Святого к Мори, не обнаружив у него нож и пистолет. Хатч вообще подозревает, что Пепинофф мог специально подослать Святого, чтобы убить Мори. Затем он выпроваживает Пепиноффа, поручая своим подручным убить его. Когда Пэпинофф садится в машину и отъезжает от клуба, к нему подсаживается Саймон. Понимая, что Хатч убьёт его, Пепинофф пытается договориться с Саймоном, общая помочь ему достать Хатча. За 25 тысяч он изъявляет готовность рассказать всё, что ему известно. Пепинофф однако не может ответить на вопрос, кто является Большим братом, говоря, что им мог быть любой из этой компании. Когда Пепинофф собирается назвать имя того, с кем они связаны во власти, их машину нагоняют бандиты. Они стреляют и убивают Пепиноффа, а машина, в которой ехали Святой и Папинофф, попадает в аварию и разбивается. Двое вооружённых бандитов хватают выбравшегося Саймона и доставляют его к Хатчу, в кабинете которого находится Фэй. Хатч говорит Святому, что тот убил уже четырёх его друзей, а затем спрашивает, кто за ним стоит, предполагая, что это одна из конкурирующих бандитских группировок. Саймон отвечает, что он — волк-одиночка и никому не служит. После этого Хатч поручает своим людям избавиться от Святого. Они вывозят его в лес, где ставят к дереву и пока один из них, Хайми, проверяет наличие у Саймона бронежилета, тот выбивает у него пистолет. Когда второй бандит Ред начинает в стрелять в Саймона, тот прикрывается телом Хайми. Ред требует, чтобы Саймон бросил убитого Хайми. В этот момент появляется Фэй, которая сообщает Реду, что Большой парень попросил подождать. Когда Ред всё-таки собирается стрелять, Фэй хватает его за руку и выстрел проходит мимо. Саймон в этот момент подхватывает пистолет Хайми и убивает Рэда. Саймон говорит, что она уже второй раз помогла ему и спрашивает, почему она это делает. На этот раз Фэй отвечает, что, может быть, потому, что ненавидит тех, кто пытается его убить, а, может быть, потому, что любит его и пока не хочет его терять.
У себя дома Фэй ухаживает за раной Саймона, спрашивая, зачем он приехал в Нью-Йорк. Он говорит, что получил заказ, показывая ей список гангстеров на устранение. Взглянув на фамилии, Фэй говорит, что он может вычеркнуть Дженкса, это Рэд. Винто, ещё один человек в списке, был в Питтсбурге, когда Фэй слышала о нём последний раз. Таким образом, остаются Большой парень, Реллин и она. По просьбе Саймона Фэй рассказывает свою историю, как три года назад, когда она была на мели, Реллин позаботился о ней. По словам Фэй, он талантливый преступник, но ему нужны люди, и он взял её. Реллин планировал преступления, а в её задачу входило доведение его решений до каждого из семи членов банды. Так она проработала три года. Она также отвечала за связь с Большим парнем. Все деньги от преступного бизнеса попадали на один счёт, и по истечении трёх лет совместной работы члены группы должны поделить их поровну. Как раз завтра утром истекают эти три года, и на данный момент осталось лишь трое человек, на которых предстоит поделить деньги. На вопрос Саймона, кто такой Большой парень, Фэй отвечает, что поклялась не называть его имени, но может показать его. Фэй говорит, что до утра ей надо уйти на встречу с Большим парнем, чтобы передать ему послание, но пока не знает, где и когда эта встреча состоится. Фэй предлагает уехать вместе в Вермонт, и мечтает о совместной жизни там. Перед её уходом Саймон говорит, что хочет съездить в свой отель, и на прощанье они целуются.
Тем временем, зайдя в свой номер, Святой встречает поджидающих его детективов Кестри (Ли Фелпс) и Боначчи (Джордж Андерсон), которые получили сообщение, что найдут его здесь. Они обвиняют Святого в том, что он замешан в нескольких громких убийствах последнего времени и требуют рассказать о его связях с мафией, однако Саймон отвечает, что знает только то, что пишут в газетах. Они бьют его и требуют говорить. В этот момент появляется Фернак, приказывая детективам остановиться и выйти из комнаты. Фернак рассказывает, что передал украденные у бандитов деньги вдове убитого лейтенанта Мартина. В свою очередь Саймон сообщает, что к утру рассчитывает разобраться и с Большим парнем. Фернак даёт Саймону свой пистолет и говорит, что будет ждать его завтра утром у себя дома.
Не дождавшись Фэй в своём логове, Хатч приезжает к ней сам. Однако вместо Фэй в квартире появляется вооружённый Саймон, говоря, что Рэда и Хайми больше нет. Пятясь назад, Хатч выключает ногой свет, и в темноте спрятавшись за креслом, стреляет, на что Саймон стреляет в ответ. Когда Хатч падает, Саймон включает свет. Раздаётся звонок от Фэй, которая просит приехать его к банку через полчаса, и Саймон вызывает знакомого таксиста Лепке. Около банка Саймон видит в толпе Вэлкросса и подходит к нему. Они садятся в такси, и Саймон рассказывает всё, что с ним произошло. Далее он сообщает, что через несколько минут возьмёт Большого парня благодаря Фэй, которая вот-вот появится. Сразу после расставания Саймона с Вэлкроссом появляется Фэй, указывая Саймону на Вэлкросса как на Большого парня. Тот прямо на оживлённой улице разворачивается и стреляет, попадая Фэй в плечо. Саймон стреляет в ответ, смертельно раня Вэлкросса в живот. Саймон с Лепке грузят обоих в такси и уезжают. Саймон подъезжает к Фернаку домой, информируя его, что в салоне такси находятся Большой парень и свидетельница. Пока Фернак осматривает салон, Саймон исчезает, оставив пистолет и записку со своей монограммой.
После завершения дела Фернак в аэропорту провожает Саймона, который улетает в Рио-де-Жанейро на очередное дело, но к весне обещает вернуться.

## В ролях
- Луис Хейуорд — Саймон Темплар
- Кэй Саттон — Фэй Эдвардс
- Зиг Руман — Хатч Реллин
- Джонатан Хейл — инспектор Генри Фернак
- Джек Карсон — Рэд Дженкс, подручный Хатча
- Пол Гилфойл — Хайми Фэнро, подручный Хатча
- Фредерик Бёртон — Уильям Валкросс
- Бен Уэлден — Бутс Папинофф, гангстер
- Чарльз Хэлтон — Винсент Нэйтер, адвокат Ирбелл

## Создатели фильма и исполнители главных ролей
Режиссёрская карьера Бена Холмса охватила период с 1929 по 1944 год, в течение которого он поставил 47 короткометражных и 11 полнометражных фильмов. Помимо этой картины, наиболее заметными фильмами Холмса были детективная комедия «Интрига закручивается» (1936), приключенческая комедия «Вот пошла моя девушка» (1937) с Джином Рэймондом и Энн Сотерн, романтическая комедия «Выходной служанки» (1938) с Джоан Фонтейн и детективная комедия «Кража юбки» (1943).
До этой картины Луис Хейуорд играл в основном в фильмах категории В, иногда исполняя главные роли. После этого фильма, который стал для него хорошим трамплином, Хейуорд сыграл главную роль в исторической мелодраме «Человек в железной маске» (1939), а затем стал часто получать роли в фильмах нуар и криминальных мелодрамах, таких как «Дамы в уединении» (1941), «И не осталось никого» (1945), «Странная женщина» (1946), «Повторное исполнение» (1947), «Безжалостный» (1948), «Идти преступным путём» (1948) и «Дом у реки» (1950). Он также много играл в приключенческих и пиратских фильмах, среди них «Сын Монте-Кристо» (1940), «Возвращение Монте-Кристо» (1946), «Чёрная стрела» (1948), «Судьба капитана Блада» (1950), «Леди и бандит» (1951) и «Пиратский капитан» (1952). В 1953 году, через 15 лет после этой картины, Хейуорд ещё раз сыграл Святого в последнем фильме цикла «Возвращение Святого» (1953).
Кэй Саттон за годы своей карьеры, охватившей период с 1935 по 1941 год, сыграла в 34 фильмах, среди которых вестерн «Долина беззакония» (1938), криминальная мелодрама «Разгром рэкета» (1938), детективная комедия «Сумасшедшая мисс Мэнтон» (1938) и приключенческая комедия «Человек из Монреаля» (1939).

## История создания фильма
Историк кино Дэвид Уайнъярд пишет, что роман «Святой в Нью-Йорке» стал 15-й книгой Лесли Чартериса о приключениях Саймона Темплара, он же Святой. Впервые краткая версия этого романа была впервые опубликована в журнале The American Magazine в сентябре 1934 года после чего, начиная с 1935 года, роман неоднократно переиздавался отдельной книгой в Великобритании и в США.
Как написал историк кино Пол Татара, «популярные романы Лесли Чартериса с участием энергичного, щеголеватого борца с преступностью, известного как Святой, казались идеально подходящими для Голливуда 1930-х годов, и студия RKO Pictures в конце концов получила права на книги писателя». «Святой в Нью-Йорке» (1938) стал первым фильмом студии по произведениям Чартериса, при этом студия изначально задумывала, это этот фильм станет американским кинодебютом британского режиссера Альфреда Хичкока. Как пишет Татара, «эта интригующая идея так и не воплотилась в жизнь, но подход Бена Холмса к роману положил начало сериалу если не самого высокого стилистического уровня, то, по крайней мере, сделанного с пониманием и умом».
Как отмечает киновед Дерек Уиннерт, это первый из восьми фильмов RKO Pictures с участием созданного Чартерисом популярного вымышленного детектива по прозвищу Святой, своего рода «Робина Гуда XX века, которого боялись как преступники, так и полицейские».
Историк кино Дэвид Уайнъярд полагает, что «Святой в Нью-Йорке» — это, вероятно, лучший роман Чартериса, и, поставленный по нему фильм «безусловно, является лучшей экранизацией книг писателя, несмотря на то, что самому Чартерису фильм не понравился». Как пишет киновед, по сравнению с последующими фильмами эта картина «предлагает значительно более жёсткую, даже крутую версию Святого, которая существовала в романе. Действительно, сама книга с момента её журнальной и газетной публикации подвергалась жёсткой цензуре, близкой к выхолащиванию, так как была неистовой гонкой, полной стрельбы и насилия, захватывающих дух побегов из невероятных ловушек, хладнокровных убийств, похищения невинного ребёнка и того возмездия, которым так знаменит Святой. Есть в фильме также красивая и сексуальная роковая женщина, которая не только под стать Святому, но, возможно, даже более необузданна, чем сам искатель приключений». По словам историка кино Хэла Эриксона «Святой Лесли Чартериса — это обаятельный, но смертельно опасный преступник, ставший сыщиком. Верный оригинальной концепции Чартериса, Святой из первого фильма — это хладнокровный убийца, которого оправдывает то, что все его жертвы — отъявленные гангстеры, которые в противном случае ускользнули бы из лап закона».
В информации «Голливуд Репортер» за август 1936 года говорится, что RKO заключила контракт на одну картину с Фредриком Марчем, чтобы он сыграл заглавную роль в «Святом в Нью-Йорке», Джон Кромвелл был назначен режиссером, а Энтони Вейлер был нанят для написания сценария. В новостях еженедельника в 1938 году также указывалось, что главную женскую роль исполнит Джоан Фонтейн. Также сообщалось, что Альфред Хичкок проявлял интерес к приезду в Америку, чтобы снять «Святого в Нью-Йорке», но этого так и не произошло.
Фильм находился в производстве с 21 февраля по 17 марта 1938 года и был выпущен на экраны 3 июня 1938 года.
Успех фильма, который принёс немалую прибыль, побудил RKO провести переговоры с Чартерисом о создании серии фильмов о Святом, в которых заглавную роль исполнил бы Хейуорд. Однако от услуг актёра пришлось отказаться, так как к тому времени он уже подписал контракт на несколько картин с продюсером Эдвардом Смоллом, который хотел сделать его звездой, и в итоге Хейуорд снялся в классическом фильме «Человек в железной маске» (1939). Роль Святого в последующих фильмах студия отдала Джорджу Сандерсу, а позднее эту роль сыграл Хью Синклер, и лишь в 1953 году Хейуорд повторно появился на экране в роли Святого.

## История фильмов о Святом
Как отмечено в материалах Американского института киноискусства, студия RKO Pictures позаимствовала Луиса Хейуорда для этого фильма, который стал первым в серии из девяти фильмов, созданных по мотивам произведений популярного автора детективов Лесли Чартериса о Святом. Хейуорд сыграл Святого только один раз и был заменён Джорджем Сандерсом в фильме RKO 1939 года «Святой наносит ответный удар». Сандерс сыграл эту роль в четырех следующих фильмах RKO, а затем в 1941 году был заменен Хью Синклером, который сыграл этого персонажа еще в двух фильмах британского производства, дистрибуцию которых осуществляла RKO. В 1954 году Хейуорд вновь появился в образе Святого в британском фильме «Возвращение Святого» (в США фильм вышел под названием «Девушка Святого Пятница» (англ.  The Saint's Girl Friday). В 1962—1969 годах выходил популярный британский телесериал «Святой» с Роджером Муром в заглавной роли (всего вышло 117 эпизодов этого сериала), а 1985—1987 годах вышел другой британский сериал «Возвращение Святого» (24 эпизода) с Иэном Огилви в главной роли. Существуют также два французских фильма о Святом — «Святой ведёт в танце» (фр.  Le Saint mène la danse) (1960), поставленный по рассказу Чартериса «Палм-Спрингс» (1942), а также криминальная комедия с Жаном Маре «Святой выходит на след» (фр.  Le Saint prend l'affût) (1966). В 1997 году компания Paramount Pictures выпустила фильм «Святой», режиссёром которого был Филлип Нойс, а в главных ролях снялись Вэл Килмер и Элизабет Шу. Наконец, в 2017 году появился телефильм «Святой» с Адамом Рейнором в заглавной роли, в котором сыграли также Роджер Мур и Иэн Огилви (основные съёмки фильма прошли в 2013 году, однако он вышел на экраны только через два месяца после смерти Мура).

## Оценка фильма критикой

### Общая оценка фильма
Современные кинокритики дают картине высокую оценку. Так, Дерек Уиннерт в частности, характеризует его как «стильный, нуаровый фильм, точно поставленный Холмсом, с особенно живым и эффектным актёрским составом во главе с Зигом Руманом в роли преступника по имени Хатч Реллин и Джонатаном Хейлом в роли инспектора полиции Нью-Йорка Генри Фернака. Сценарий достаточно близок к книге, определённо передавая тональность произведений Чартериса лучше, чем более поздние фильмы, и сцены экшна поставлены хорошо».
Как пишет историк кино Пол Татара, «если простить злорадно-мстительный характер истории» — где Святой должен убрать нескольких парней согласно полученному от полиции списку — то вы увидите «хорошую, старомодную и забавную картину». По мнению киноведа, Хейуорд предстаёт в фильме «как версия Орсона Уэллса для бедных. У него та же саркастическая, благовоспитанная ухмылка, что и у Уэллса, а один из персонажей даже удивляется тому, как красиво он говорит».
По мнению Уайнъярда, «кое-где картинка выглядит немного дешево, и всё можно было бы сделать немного более гладким и приятным, но это настоящий Святой, которого мы видим в действии, а не довольно скучный Джордж Сандерс или унылый Хью Синклер, и не поздняя, гораздо более степенная версия, которую подарило нам телевидение».

### Оценка игры Луиса Хейуорда
По мнению Уиннерта, «Луис Хейуорд, кажется, идеально подходит на роль британского детектива-любителя и джентльмена-преступника Саймона Темплара, он же Святой». Как пишет критик, «несмотря на то, что Хейуорд был хорош в этом фильме в роли лихого сыщика, для съёмок следующего фильма „Святой наносит ответный удар“ (1939) студия RKO взяла в аренду у 20th Century Fox Джорджа Сандерса, который сделал эту роль своей». В 1939—1941 годах Сандерс сыграл Святого в пяти фильмах, «став признанным лицом Святого, а затем перешел в аналогичную серию фильмов RKO о Соколе».
Дерек Уайнъярд в свою очередь отмечает: «Кто бы ни сыграл эту роль следующим, я готов поспорить, что в ней будет меньше половины того энтузиазма и стиля, которые Хейуорд привнес в этот свой американский дебют в качестве исполнителя главной роли. Один раз, и только один раз, он был Святым, настоящим, а не довольно бледной имитацией, которую мы получали с тех пор, и это то, чем поклонники Святого имеют полное право дорожить». По словам Уайнъярда, Луис Хейуорд, «безусловно, самый Святой из киношных Святых, он жёсткий, галантный, опасный, обходительный, забавный и ближе к реальному персонажу в книгах, чем любой актёр до или после. Сцены между ним и Кей Саттон не только хорошо написаны, они чертовски сексуальны, учитывая, когда был снят фильм».
По мнению киноведа Пола Татары, «Хейуорд настолько успешен в этой роли, что было удивительно, что в более поздних фильмах этого персонажа играли либо Джордж Сандерс, либо Хью Синклер. Сандерс, конечно, тоже умел ласкать слух своими речами, но он просто не такой приятный лихой щёголь и распутник, как Хейуорд». Как полагает историк кино Ханс Воллстайн, «Луис Хейуорд, изначальный Саймон Темплар, возможно, и не обладал в полной мере мастерством и смекалкой своего преемника Джорджа Сандерса, но зато был гораздо более спортивным и общительным, и тоже умел острить».

### Оценка игры других актёров
Уайнъярд отмечает также «первоклассный актёрский состав, который включает Джонатана Хейла в роли Фернака, Кэй Саттон в роли Фэй, а также Зига Румана, Джека Карсона, Пола Гилфойла, Пола Фикса и Бена Уэлдона» в ролях разнообразных преступников. По мнению Уиннерта, инспектор Фернак в исполнении Хейла является очень значимой фигурой, и актёр сыграет эту роль в сериале ещё четыре раза.